# Tønder Kommune
Tønder Kommune (deutsch Kommune Tondern) ist eine dänische Kommune in der Region Syddanmark im südlichen Dänemark (Nordschleswig), die im Zuge der dänischen Kommunalreform zum 1. Januar 2007 durch Zusammenlegung der „alten“ Tønder Kommune mit den bisherigen Kommunen Højer, Bredebro, Skærbæk, Nørre-Rangstrup und Løgumkloster im Sønderjyllands Amt entstanden ist. Die Kommune hat 36.878 Einwohner (1. Januar 2023) auf einer Fläche von 1.281,80 km².

## Kirchspielsgemeinden und Ortschaften in der Kommune
Auf dem Gemeindegebiet liegen die folgenden Kirchspielsgemeinden (dän.: Sogn) und Ortschaften mit über 200 Einwohnern (byer nach Definition der dänischen Statistikbehörde); Einwohnerzahl am 1. Januar 2023, bei einer eingetragenen Einwohnerzahl von Null hatte der Ort in der Vergangenheit mehr als 200 Einwohner:
| Nr. | Kirchspiel (Deutscher Name)      | Einwohner (1. Januar 2023) | Ortschaft                                             | Einwohner (1. Januar 2023) |
| --- | -------------------------------- | -------------------------- | ----------------------------------------------------- | -------------------------- |
| 24  | Abild Sogn (Abel)                | 1.103                      | Abild                                                 | 536                        |
| 10  | Agerskov Sogn (Aggerschau)       | 2.130                      | Agerskov                                              | 1.209                      |
| 8   | Arrild Sogn                      | 777                        | Arrild                                                | 323                        |
| 11  | Ballum Sogn                      | 461                        | Husum-Ballum                                          | 295                        |
| 15  | Bedsted Sogn (Bedstedt)          | 770                        | Bedsted                                               | 432                        |
| 9   | Branderup Sogn                   | 535                        | Branderup                                             | 255                        |
| 17  | Brede Sogn                       | 1.862                      | Bredebro                                              | 1.456                      |
| 6   | Brøns Sogn (Bröns)               | 658                        | Brøns                                                 | 393                        |
| 25  | Daler Sogn (Dahler)              | 311                        |                                                       |                            |
| 13  | Døstrup Sogn (Döstrup)           | 657                        | Døstrup                                               | 297                        |
| 22  | Emmerlev Sogn (Emmerleff)        | 527                        | Frifelt (Friefeld) Sønder Sejerslev(Süder Seiersleff) | 237 < 200                  |
| 29  | Hostrup Sogn                     | 1.015                      | Jejsing (Jeising)                                     | 455                        |
| 26  | Højer Sogn (Hoyer)               | 1.246                      | Højer                                                 | 1.076                      |
| 19  | Højst Sogn (Hoist)               | 960                        | Øster Højst (Oster Hoist)                             | 497                        |
| 21  | Hjerpsted Sogn (Jerpstedt)       | 87                         |                                                       |                            |
| 18  | Løgumkloster Sogn (Lügumkloster) | 3.116                      | Løgumkloster                                          | 3.419                      |
| 12  | Mjolden Sogn (Medolden)          | 204                        |                                                       |                            |
| 27  | Møgeltønder Sogn (Mögeltondern)  | 1.046                      | Møgeltønder                                           | 787                        |
| 14  | Nørre Løgum Sogn (Norderlügum)   | 1.348                      | Løgumgårde                                            | 1. Januar 2009: 0.580      |
| 16  | Randerup Sogn                    | 104                        |                                                       |                            |
| 1   | Rejsby Sogn (Reisby)             | 361                        | Rejsby                                                | 271                        |
| 5   | Rømø (Röm)                       | 562                        | Havneby                                               | 255                        |
| 20  | Skast Sogn (Schads)              | 102                        |                                                       |                            |
| 7   | Skærbæk Sogn (Scherrebek)        | 3.571                      | Skærbæk                                               | 3.211                      |
| 4   | Tirslund Sogn (Tieslund)         | 327                        |                                                       |                            |
| 3   | Toftlund Sogn                    | 3.719                      | Toftlund                                              | 3.276                      |
| 28  | Tønder Sogn                      | 7.882                      | Tønder                                                | 7.574                      |
| 30  | Ubjerg Sogn (Uberg)              | 269                        |                                                       |                            |
| 23  | Visby Sogn (Wiesby)              | 538                        | Visby                                                 | 345                        |
| 2   | Vodder Sogn (Wodder)             | 618                        |                                                       |                            |

1. ↑  
Sønder Sejerslev hatte 2012 erstmals weniger als 200 Einwohner.
2. 1 2  
Seit dem 1. Januar 2010 betrachtet die Statistikbehörde durch Ausweitung der Besiedlungsgebiete der Ortschaften Løgumgårde mit zuletzt 580 Einwohnern und Løgumkloster mit zuletzt 3124 Einwohnern (Stand 2009) diese als statistisch zu Løgumkloster gehörend.

## Bürgermeister
| Name                                            | Partei               | Amtsantritt        |
| ----------------------------------------------- | -------------------- | ------------------ |
| Laurids Rudebeck                                | Venstre              | 1. Jan. 2007       |
| Bent Åbling Paulsen (amtierender Bürgermeister) | Dansk Folkeparti     | 10. – 26. Mai 2016 |
| Henrik Hasling Frandsen                         | Venstre              | 26. Mai 2016       |
| Jørgen Popp Petersen                            | Schleswigsche Partei | 1. Nov. 2021       |